# Christian Dörr (Sicherheitsforscher)
Christian Dörr (* 1980) ist ein deutscher Sicherheitsforscher und Professor sowie Leiter des Fachgebiets für Cybersecurity und Enterprise Security am Hasso-Plattner-Institut.

## Ausbildung
Christian Dörr studierte Informatik und Betriebswirtschaft an der Universität Paderborn. Nach drei Jahren als Researcher an der University of Colorado Boulder wurde er dort 2008 zu Themen der Informatik und Kognitionswissenschaften promoviert (PhD).

## Tätigkeiten
Seit 2008 arbeitet Dörr an der TU Delft. Dort baute er unter anderem den Masterstudiengang 4TU Cyber Security mit auf. Bei den 4TU handelt es sich um einen Zusammenschluss aus den vier technischen Universitäten Delft, Eindhoven, Twente und Wageningen. Außerdem war er ab 2012 als Assistant Professor im bis 2020 in Delft ansässigen Cyber Threat Intelligence (CTI) Lab tätig, welches bis 2018 auf 23 Mitarbeiter angewachsen war.
2018 lehrte Christian Dörr unter anderem an der Universität Hamburg.
Mit seiner Ernennung zum Professor am Hasso-Plattner-Institut (HPI) zum Beginn des Jahres 2020 zog Christian Dörr und ein Teil des Teams des CTI Lab nach Potsdam um. Innerhalb des HPI leitet Dörr heute das Fachgebiet Cybersecurity – Enterprise Security.
2021 und 2022 war Christian Dörr einer der Vorsitzenden des Kongresses ICT with Industry am Lorentz Center der Universität Leiden.
Christian Dörr tritt als Referent und Interviewpartner zu Themen der Cybersicherheit öffentlich in Erscheinung.

## Arbeitsschwerpunkte
- Analyse der Bedrohungslage[10]
- soziotechnische Systeme[9]
- KI-Fakes[17]
- Hacking[18][19][20]